# ダイセーロジスティクス
ダイセーロジスティクス株式会社は、東京都文京区本駒込に本社を置き、関東を拠点に活動する物流企業である。

## 事業内容
- 食品輸送事業
- 共同配送事業
- 3PL（Third Party Logistics）事業
- アパレル物流事業

## 沿革
- 1969年（昭和44年）4月 - ダイセーグループ創業[1]。
- 1975年（昭和50年）4月 - 東京ダイセー株式会社（現・ダイセーロジスティクス）設立[1]。
- 1991年（平成3年）12月 - ダイセーグループ関東6社を統合し、ダイセーロジスティクス株式会社に社名変更[2]。
- 1999年（平成11年）
  - 5月 - ダイセーハブアンドスポークス株式会社を設立[1]。
  - 6月 - 神扇スプレー倉庫爆発火災が発生。
- 2007年（平成19年）9月 - トラステックスホールディングスの孫会社である軽貨急配マーケットサービスを子会社化し、グローバルエアカーゴ株式会社に社名を変更[3][4]。
- 2008年（平成20年）4月 - 丸井倉庫株式会社を吸収合併[1]。
- 2011年（平成23年）
  - 2月 - ネットワーク物流株式会社を設立。
  - 8月 - 阿波急行運輸株式会社を完全子会社化し、事業継承[5]。
- 2013年（平成25年）
  - 1月 - ダイセーハブアンドスポークスを吸収合併。
  - 6月 - 八千代市・古河市・杉戸町にて太陽光発電・売電事業を開始。

## 特徴
配送時のトラック・人員・配送物の手配を行う「配車作業」において、AIを導入した。従来は専門の人員が毎日数時間かけて手配を行なっていたが、属人的で非効率との問題があった。AI導入後は、作業時間が従来の6分の1程度に短縮され、非専門家でも配車作業に従事できるようになった。

## 倉庫火災
1999年6月5日、埼玉県幸手市大字神扇の当社の倉庫で火災が発生。製品に次々引火して爆発し、鎮火まで1日以上を要した。
茨城県五霞町にある大阪造船所東京工場では、受託製造するアース製薬の殺虫剤スプレー缶製品の保管をダイセーロジスティクスに依頼していた。ダイセーが埼玉県幸手市の倉庫で保管中、1999年6月5日夜に倉庫内で火災が発生した。
倉庫には殺虫剤スプレー缶製品236万本、ポリエチレン製ガス管1万2500本、ペット樹脂996トンを保管しており、スプレー缶や樹脂類が激しく爆発炎上して飛来するなど周囲100メートル以上に被害が及び、幸手市消防本部、地元消防団、久喜地区消防本部、杉戸町消防本部、春日部市消防本部らが消火活動するも鎮火まで35時間を要した。死傷者は発生していないが、消防庁がエアロゾル製品の保管に注意を促す通達を各都道府県へ送付した。